# Kenneth Hayes Miller
Kenneth Hayes Miller (Oneida, 11 de marzo de 1876–Nueva York, 1 de enero de 1952) fue un pintor, grabador y profesor estadounidense.

## Carrera
Nacido en Oneida (Nueva York), estudió en la Liga de estudiantes de arte de Nueva York con Kenyon Cox y Henry Siddons Mowbray y con William Merritt Chase en la New York School of Art. Sus primeras obras estaban influenciadas por las pinturas de su amigo Albert Pinkham Ryder y representan figuras en parajes fantasmagóricos.
A partir de 1920 Miller se interesó en las técnicas de pintura de base y vidriado de los antiguos maestros, que empezó a utilizar para pintar escenas contemporáneas. Es especialmente conocido por sus pinturas de mujeres comprando en grandes almacenes. La historiadora del arte M. Sue Kendall afirma que: «En sus poses clásicas y composiciones formalizadas, las compradoras pintadas por Miller se convierten en ovoides y columnas con sombreros de campana y gargantillas, un estudio de volúmenes geometrizados en el espacio tratando de habitar en un solo plano superficial de la imagen.» Practicó la técnica del grabado a lo largo de toda su carrera, lo que permitió a Miller crear muchos grabados, algunos de los cuales reproducen sus composiciones pintadas. 
Aunque utilizaba métodos tradicionales y era hostil al movimiento modernista, Miller creía que el buen arte es siempre radical por naturaleza. Era socialista, y aspiraba a que su arte tuviera una dimensión política.
En el momento de su muerte en Nueva York, en 1952, su reputación estaba en declive, pero fue redescubierto en la década de 1970.

## Estudiantes
Miller impartió docencia en la Liga de Estudiantes de Arte entre 1911 y 1951. Entre sus estudiantes estuvieron Peggy Bacon, George Bellows, Isabel Bishop, Arnold Blanch, Patrick Henry Bruce, John McCrady, Thelma Cudlipp, Horace Day, Arnold Friedman, Lloyd Goodrich, Rockwell Kent, Yasuo Kuniyoshi, Emma Fordyce MacRae, Edward Middleton Manigault, Reginald Marsh, George L. K. Morris, Walter Tandy Murch, Louise Emerson Ronnebeck, George Tooker, Russel Wright, Albert Pels, William C. Palmer, Molly Luce, o Helen Winslow Durkee.

## Colecciones públicas
Sus obras se conservan en numerosas colecciones privadas y, entre otras, en las siguientes colecciones públicas:
- Museo metropolitano de Arte, Nueva York.
- Museo de Arte de Columbus, Columbus (Ohio).
- Museo Whitney de Arte Estadounidense, Nueva York.
- Galería Raydon, Nueva York.
- Museo de Arte de Georgia, Athens (Georgia).
- Museo de Arte Heckscher, Huntington (Nueva York).
- Colección Phillips, Washington, D.C.
- Museo Estatal de Nueva Jersey, Trenton (Nueva Jersey).
- Museo de Arte del Condado de Los Ángeles, Los Ángeles (California).
- Wadsworth Atheneum, Hartford (Connecticut).
- Galería de arte de Hamilton, Hamilton (Ontario), Canadá.
- Museo de Arte Estadounidense de Nueva Bretaña, Nueva Bretaña (Connecticut).
- Instituto Butler de Arte Estadounidense, Youngstown (Ohio).
- Museo Smithsoniano de Arte Americano, Washington, D. C.
- Biblioteca Huntington, Colecciones de Arte y Jardines Botánicos, San Marino (California).
- Museo de Arte de Wichita, Wichita (Kansas).
- Instituto Smithsoniano, Museo Hirshhorn y Jardín de Esculturas, Washington, D. C.
- Museo de Arte Speed, Louisville (Kentucky).